# 아이티오피스

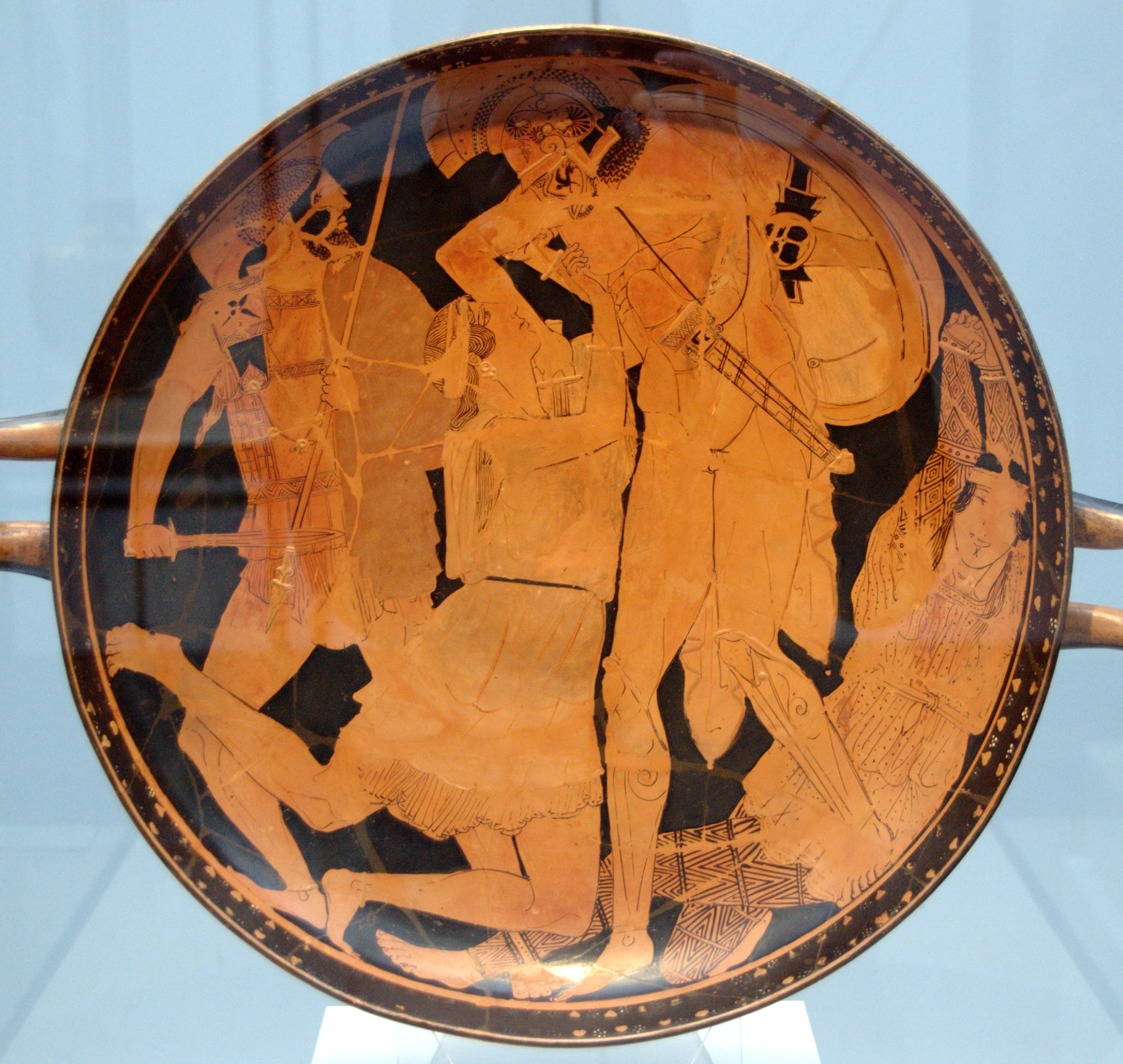

아이티오피스(고대 그리스어: Αἰθιοπίς)는 고대 그리스 문학의 서사시로 트로이 전쟁을 다룬 이른바 서사시권의 서사시 작품중 하나이다. 시간 순서상 호메로스의 일리아스와 소일리아스 사이에 해당한다. 5권의 분량으로 알려져 있으나 현재 전편이 전해져 내려오지 않는다.
아이티오피스의 내용은 트로이의 영웅 헥토르가 죽고 아마조네스의 전사 펜테실레이아가 트로이를 도우러 도착하는 것으로 시작한다. 펜테실레이아는 잠시 영광스러운 승리를 거두지만 곧 그리스의 영웅 아킬레우스에게 죽임을 당한다. 한편 트로이의 또다른 동맹인 멤논은 에티오피아군을 이끌고 트로이를 도와 참전하는데 에티오피아군대는 신 헤파이스토스의 무구로 무장하였다. 멤논은 그리스 노장 네스토르의 아들 안틸로코스를 전장에서 죽이고 그 역시 아킬레우스에게 죽는다.
아킬레우스는 트로이 성문 앞에서 아폴로의 도움을 받은 파리스의 화살에 맞아 죽는다. 아킬레우스의 장례식이 끝나고 아킬레우스가 남긴 무장을 누가 차지하느냐가 쟁점이 되는데 아이아스와 오딧세우스가 서로 논쟁을 벌인다. 서사시 아이티오피스는 여기서 끝을 맺는다.